# Trolls 3 - Tutti insieme
Trolls 3 - Tutti insieme (Trolls Band Together) è un film d'animazione del 2023 diretto da Walt Dohrn.
È il terzo capitolo di Trolls ed è il sequel di Trolls World Tour.

## Trama
In un flashback, un neonato Branch e i suoi quattro fratelli maggiori John Dory, Spruce, Clay e Floyd si esibiscono come una boyband chiamata BroZone. Quando i loro ego contrastanti impediscono loro di eseguire la "Perfetta Armonia Familiare", una potente abilità che i Troll possono ottenere quando sono completamente sincronizzati, i fratelli litigano e sciolgono la band. Branch viene lasciato solo per essere allevato da sua nonna Rosiepuff.
Nel presente, un mese dopo gli eventi di Trolls World Tour, Poppy e Branch sono ormai una coppia e si preparano al matrimonio di Gristle e Brigida. Poco prima che i due possono giurarsi amore eterno, però, arriva un troll che annuncia essere il fratello perduto di Branch, John Dory, ex-leader dei BroZone. John Dory racconta che Floyd è stato rapito e tenuto prigioniero in un diamante dai fratelli Velvet e Veneer, che, non avendo alcun talento per la musica, sfruttano quello dei Troll per avere fama e successo. John Dory rivela anche che per spaccare il diamante c'è bisogno della perfetta armonia familiare, vecchio obiettivo dei BroZone, ma anche il motivo per cui la band si sciolse. Così dopo le nozze di Brigida e Gristle, i due partono per la luna di miele e Poppy, Branch e Mini Diamante partono insieme a John Dory per cercare gli altri ex-membri dei BroZone. Spruce viene trovato per primo, all'Isola Vacanza, ora sposato, con 13 figli e fattosi chiamare Bruce. Bruce si unisce alla missione e i Troll vanno a cercare Clay. Giunti in un campo da golf abbandonato dai Bergen tempo prima, Branch, Poppy, Mini, John Dory e Bruce trovano Clay e fanno conoscenza di Viva, che si rivela poi essere la sorella maggiore di Poppy. Qui trovano altri Troll, denominati tribù Putt-Putt, e Clay che rivela ai fratelli che quando i troll scapparono dai Bergen, dei tunnel furono bloccati, quindi alcuni troll furono separati da tutti gli altri e così Viva, Clay e gli altri trovarono rifugio nel campo da golf. Viva è convinta che i Bergen mangino ancora i troll e, spaventata del mondo al di fuori della sua casa, si rifiuta di seguire la sorella nel tragitto per Monte Clubber. Durante il viaggio, i fratelli iniziano a litigare e Branch stufo li abbandona, seguito poco dopo da Poppy e Mini Diamante. Una volta arrivati a Monte Clubber, Branch si ricongiunge con Floyd e scopre che il resto dei loro fratelli sono stati rapiti da Velvet e Veneer, che li hanno rinchiusi in diamanti. Con l'aiuto di Brigida, Gristle e Viva, che nel frattempo si erano incontrati e la coppia le ha fatto capire che i Bergen non vogliono più mangiare i Troll, Poppy e Branch liberano John Dory, Clay, e Bruce. Floyd, ancora rinchiuso nel diamante, viene liberato solo quando i fratelli raggiungono la perfetta armonia familiare. Veneer, fin dal principio stato di buon cuore, in seguito confessa di essere stato un imbroglione e lui e Velvet vengono arrestati. Poppy e Branch si baciano davanti a tutto Monte Clubber.
I Troll tornano all'Isola Vacanza e assistono al concerto di ritorno dei BroZone, raggiunti dai Kismet, un'altra band di cui un tempo faceva parte Branch. Successivamente, Poppy e Viva si uniscono a BroZone, su proposta di Branch, come nuovi membri.

## Personaggi nuovi
Vari personaggi nuovi compaiono nel film:

### Fratelli di Branch
- Floyd, sembra essere il fratello con cui Branch vada più d'accordo. Chiamato "Il Sensibile", viene imprigionato da Velvet e Veneer.
- John Dory, chiamato "Il Leader", è il fratello maggiore e più detestato dagli altri, vive dentro Ronda.
- Clay, "Il Simpatico", dopo che la band si è sciolta è diventato "amministratore" del campo da golf dei Bergen.
- Bruce, "Il Rubacuori", vive sull'Isola Vacanza dove dirige un bar insieme a sua moglie e i suoi 13 figli.

### Altri
- Viva, vive nel campo da golf dei Bergen insieme a Clay ed è la sorella di Poppy.
- Velvet, antagonista principale del film, e la sorella di Veneer che scrive una lettera ai Brozone per avere il loro talento. Si dimostra molto avida, egoista, infida, malvagia, crudele, viscida e ingannevole.
- Veneer, antagonista secondario del film, e il fratello di Velvet, viene manipolato da essa ma alla fine si rende conto dei suoi errori e rivela alle autorità la verità.
- Crimp, assistente di Velvet e Veneer, molto maltrattata.
- Brandy, moglie di Bruce.
- Rhonda, Un armadillo che funge da veicolo e casa per John Dory.

## Musica
Il 6 marzo 2023, è stato confermato che Theodore Shapiro comporrà la colonna sonora di Trolls Band Together, di ritorno dal suo predecessore. Il 14 settembre 2023, in seguito all'uscita del secondo trailer, DreamWorks ha annunciato che gli NSYNC avrebbero eseguito una canzone originale per il film, chiamata "Better Place", che segna la prima canzone del gruppo in 22 anni.

## Distribuzione
Il primo trailer è stato distribuito il 28 marzo 2023 e l'uscita del film fu pubblicato nei cinema il 17 novembre 2023 negli Stati Uniti e in Italia il 9 novembre dello stesso anno, con anteprima il 1º novembre. La colonna sonora del film include il singolo di NSYNC e Justin Timberlake Better Place.

## Accoglienza

### Incassi
Il film ha incassato 102996915 $ in Nordamerica e 106375294 $ nel resto del mondo, per un totale di 209372209 $.

### Critica
Su Rotten Tomatoes il 63% delle 91 recensioni critiche è positivo con un voto medio di 5.9/10.

## Riconoscimenti
- 2024 - Billboard Music Awards
  - Per la miglior colonna sonora
- 2024 - Nickelodeon Kids' Choice Awards
  - Ad Anna Kendrick per la miglior voce femminile